# 現代日本の開化
『現代日本の開化』（げんだいにほんのかいか）は、夏目漱石の講演である。
1911年（明治44年、いわゆる修善寺の大患の翌年）8月、関西地方で4回の連続講演を行った。第2回の和歌山でおこなった講演が「現代日本の開化」である。4回の講演記録と別に行われた講演「文芸の哲学的基礎」と「創作家の態度」とともに、実業之日本社から『社会と自分』として、1913年に出版された。

## 内容
「できるだけ労力を節約したいという願望から出てくる種々の発明とか器械力」や「できるだけ気儘に勢力を費やしたいという娯楽」の両面から「開化」は進んできたが、開化が進めば進むほど競争がはげしくなって生活は困難になっている現状が述べられる。また西洋の開化は内発的であるが、日本の現代の開化は外発的で、「鎖港排外の空気で二百年も麻酔したあげく突然西洋文化の刺戟に跳ね上って、外から無理押しに押されて否応なしもたらされたものであることが述べられる。現代日本が置かれた状況によって日本の開化が、「ただ上皮（うわかわ）を滑って行き(皮相上滑りの開花)また滑るまいと思って踏張るために神経衰弱になるとすれば、どうも日本人は気の毒と言わんか憐れと言わんか、誠に言語道断の窮状に陥ったものだ」という認識が述べられる。
「戦争以後一等国になったんだという高慢な声は随所に聞くようである。なかなか気楽な見方をすればできるものだと思います。ではどうしてこの急場を切り抜けるかと質問されても、前（ぜん）申した通り私には名案も何もない。ただできるだけ神経衰弱に罹らない程度において、内発的に変化して行くが好かろうというような体裁の好いことを言うよりほかに仕方がない。苦い真実を臆面なく諸君の前にさらけ出して、幸福な諸君にたとい一時間たりとも不快の念を与えたのは重々御詫を申し上げますが、また私の述べ来ったところもまた相当の論拠と応分の思索の結果から出た生真面目の意見であるという点にも御同情になって悪いところは大目に見ていただきたいのであります」と結ばれる。

## 漱石の時代認識
この講演の内容は『三四郎』（1908年）の、「これからは日本もだんだん発展するでしょう」と弁護した三四郎に対して広田先生が「滅びるね」と言う場面や、『それから』（1908年）の「無理にも一等国の仲間入をしやうとする。だから、あらゆる方面に向つて、奥行を削つて、一等国丈の間口を張つちまつた。なまじい張れるから、なほ悲惨なものだ。牛と競争をする蛙と同じ事で、もう君、腹が裂けるよ」という代助の発言などとともに漱石の時代認識を論ずるのに用いられる。